# Хайдерабади, Амджад
Амджад (Ахмед) Хуссейн (англ.  Syed Ahmed Hussain, урду سيد احمد حسين‎), известный под псевдонимом Амджад Хайдерабади (англ. Amjad Hyderabadi, урду امجد حيدرابادى‎; ок. 1878, Хайдарабад, Британская Индия — 29 марта 1965, Хайдарабад, Индия) — индийский мусульманский поэт, писавший стихи и прозу на языках урду и фарси, прозванный «Хаким-аль-Шуара» («Мудрый поэт»).

## Биография
Сеид Амджад (Ахмед) Хусейн родился в Хайдарабаде в семье из среднего класса. Точная дата его рождения не известна. Есть мнение, что это случилось в 1878 году, по другой версии в 1895 году. Вскоре после рождения будущего поэта, умер его отец. Овдовевшая мать осталась без средств к существованию. Семья жила в крайней нищете.
Амджад получил начальное образование в медресе Низамия. Завершив обучение, преподавал в этом медресе. Затем устроился на работу в офис счётной палаты, где дослужился до места помощника бухгалтера. Во время наводнения 28 сентября 1908 года поэт потерял мать, жену и дочь, и чуть не погиб сам в водах реки Муси. Он повис на ветках финикового дерева, став одним из полтораста человек, которые пережили наводнение. Через шесть лет Ахмед снова женился на дочери своего учителя. Он написал книгу о своей жизни с супругой «Джамаль-э-Амджад».
Поэтическое дарование в нём проявилось в возрасте 15 или 16 лет. Своё первое стихотворение «Человек и мир» поэт написал в 24 года. Он сочинял и читал газели и рубаи под псевдонимом Амджад Хайдерабади. Его поэзия носила религиозный, мистический и этический характер. Известность к поэту пришла после издания в 1907 году поэтического сборника «Рубаи», в который вошли сто четверостиший.
В 1933 году мулла сеид Сулейман Надви, высоко оценив дарование поэта, назвал его «Хаким-ус-Шаура» («Мудрый поэт»). В 1955 году широко отмечался шестидесятилетний юбилей поэта. Амджад Хайдерабади умер 29 марта 1965 года. При жизни он издал 15 книг стихов и прозы.